# Zamek w Gorzanowie
Zamek w Gorzanowie (niem. Schloss Grafenort) – zabytkowy zamek w zespole zamkowym we wsi Gorzanów w województwie dolnośląskim.

## Historia
Pierwszy zamek zbudowany w średniowieczu powstał na północ od istniejącej obecnie budowli i zniszczono w czasie wojen husyckich, a ostatecznie rozebrano w 1804 roku. Nowy pałac na obecnym miejscu zaczęto wznosić około 1573 r., a rozbudowano go do obecnych rozmiarów i nadano charakter barokowy w latach 1653–1657 na zlecenie hr. Johanna Friedricha von Herbersteina (1626–1701), żonatego od 1659 z Marią Maximilianą von Annenberg. Prace prowadzono pod kierunkiem Wawrzyńca Nicelo, a później Andrei Carove. W tym czasie zaczęto rozbudowywać część gospodarczą. Ponowna przebudowa nastąpiła w 1735, według daty na wieży zamkowej. W latach 1900–1906 podczas prac renowacyjnych unowocześniono system wodno-kanalizacyjny w pałacu. Wzbogacono dekorację elewacji pałacu. Do dzisiaj zachowało się wykonane wówczas sgraffito. Wykonano w tynku dekorację szczytów południowego i północnego, a także czterech małych szczytów od strony wschodniej i zachodniej na dachu skrzydła głównego – złożyły się na nią pilastry, wiązki gzymsów, narożne sterczyny.
Przez prawie 300 lat rodowa siedziba Herbersteinów.
Pierwsza połowa XIX w. była czasem rozkwitu. Pałac od 1880 był dostępny dla publiczności i stał się atrakcją ziemi kłodzkiej. Teatr dworski rozwijał się jako filia teatru w Lądku Zdroju (niem. Bad Landeck).
Park był jednym z pierwszych barokowych założeń ogrodowych na Śląsku. Prace nad nim rozpoczęto w połowie XVII w. w stylu baroku włoskiego i austriackiego. Na jednym z obrazów z 1738 uwidoczniono połączenie pałacu z ogrodem przez tzw. sala terrena, czyli salą na parterze, zazwyczaj w głównej osi pałacu, łącząca ogród z przedsionkiem lub schodami. Sala terrena jest typowa dla zamku z XVIII w. Około 1800 ogrody zostały przekształcone w park krajobrazowy. W XIX w. pałac i park po otwarciu dla społeczeństwa stały się okoliczną atrakcją.
Zamek został znacjonalizowany w 1945 przez władze polskie, został opuszczony w latach 60. XX w. i popadał w ruinę, w wyniku czego zawaleniu uległa część dziedzińca południowego. W 2012 jego właścicielem została Fundacja Pałac Gorzanów i przystąpiono do renowacji obiektu. Przykryto zrekonstruowanymi dachami skrzydło wschodnie i zachodnie, rekonstruowane są stropy, przemurowano rozspojone mury. Na skutek trudności finansowych fundacji, w 2023 zamek wystawiono na licytację komorniczą.
Od 2012 nowy właściciel prowadził prace rekonstrukcyjne. 21 września 2013 uruchomiono zegar na wieży zamkowej.

## Architektura
Kompleks został założony na planie prostokąta wokół wewnętrznego dziedzińca z odrębną częścią gospodarczą od południa. Skrzydło środkowe, trzykondygnacjowe, jednoosiowe, nakrywa dach siodłowy, wsparty na fryzie arkadowym z lunetami. Fasady pokrywa dekoracja sgraffitowa o motywach geometrycznych i wiciach roślinnych. Ponad gzymsem wznoszą się trzy trójkątne szczyty. Drugie piętro fasady skrzydła głównego od strony dziedzińca zamykają loggie, pochodzące z 1735. Oś środkową akcentuje wysoka wieża z portalem wejściowym i dwustronnymi schodami. Z dawnych, bogatych wnętrz zachowała się jedynie sala balowa ze stiukowymi dekoracjami na suficie oraz kilka sal z belkowymi, malowanymi stropami, ponadto częściowo uszkodzone wnętrza sali teatralnej i kaplicy. Niektóre sale zamku połączone są amfiladą.
Dzięki Fundacji Pałac Gorzanów, obiekt zaczęto remontować. Po naprawieniu dachu i murów wieży, uruchomiono zegar. Drewniane stropy przywrócono z pomocą dawnych technologii, a konstrukcja głównego gmachu została wzmocniona i zaczął się remont kaplicy. Na rekonstrukcję i renowację czekają ścienne dekoracje, drewniane polichromie, unikatowe sztukaterie oraz unikalny teatr dworski, oraz barokowy park z pawilonem-rotundą z 1640.
Ten monumentalny kompleks o charakterze rezydencjonalno-obronnym, utrzymany w stylu renesansu południowo-niemieckiego, stanowi jeden z najcenniejszych obiektów tego typu w całej Polsce południowo-zachodniej.
W skład zespołu wchodzi zamek, zabudowania gospodarcze, park, oficyna przy ul. Podzamcze 7/8, ściana kurtynowa południowa, oficyna mieszkalno-gospodarcza, ściana kurtynowa zachodnia, oficyna-browar przy ul. Podzamcze 12 oraz ściana kurtynowa północna.
Herb von Annenbergów na bramie głównej oraz nad wejściem głównym herby Johanna Friedricha von Herbersteina (1626–1701) i jego żony Marii von Annenberg.

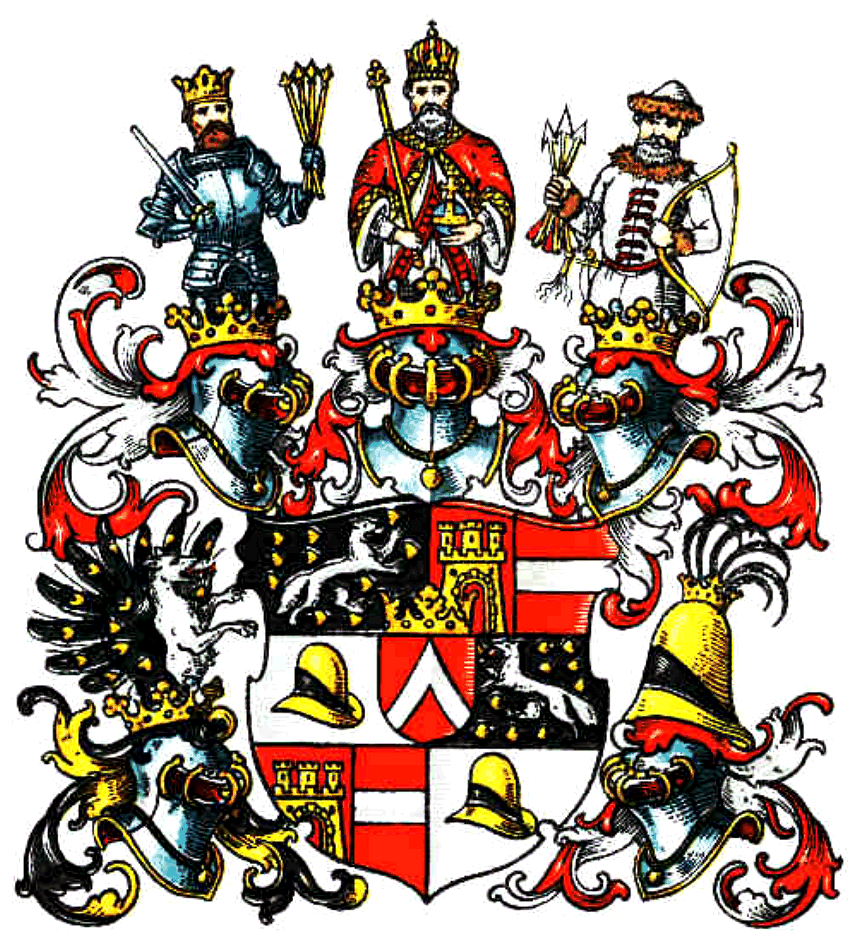
Herb hr. J.F. von Herbersteina
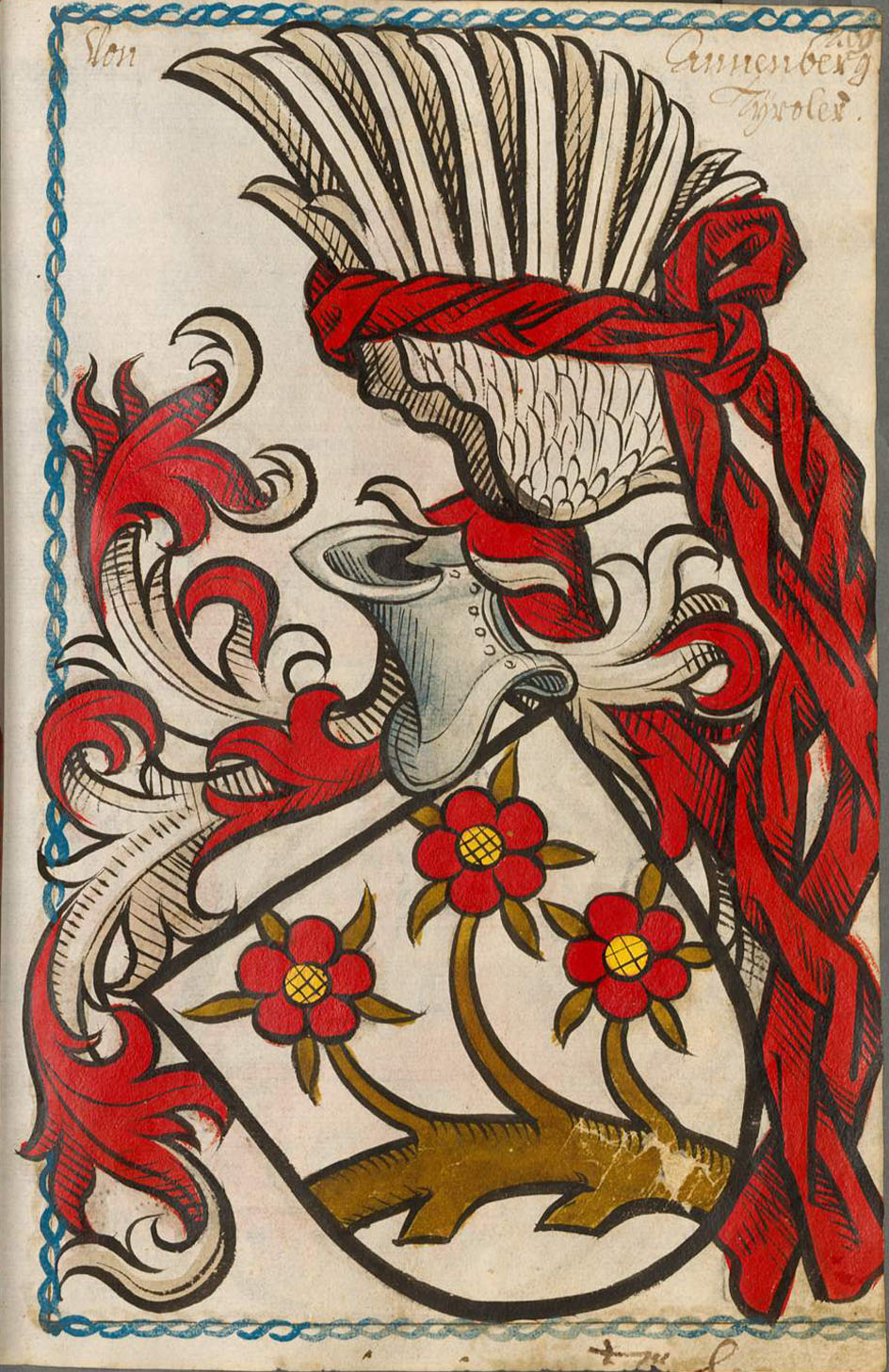
Herb jego żony Marii z d. Annenberg
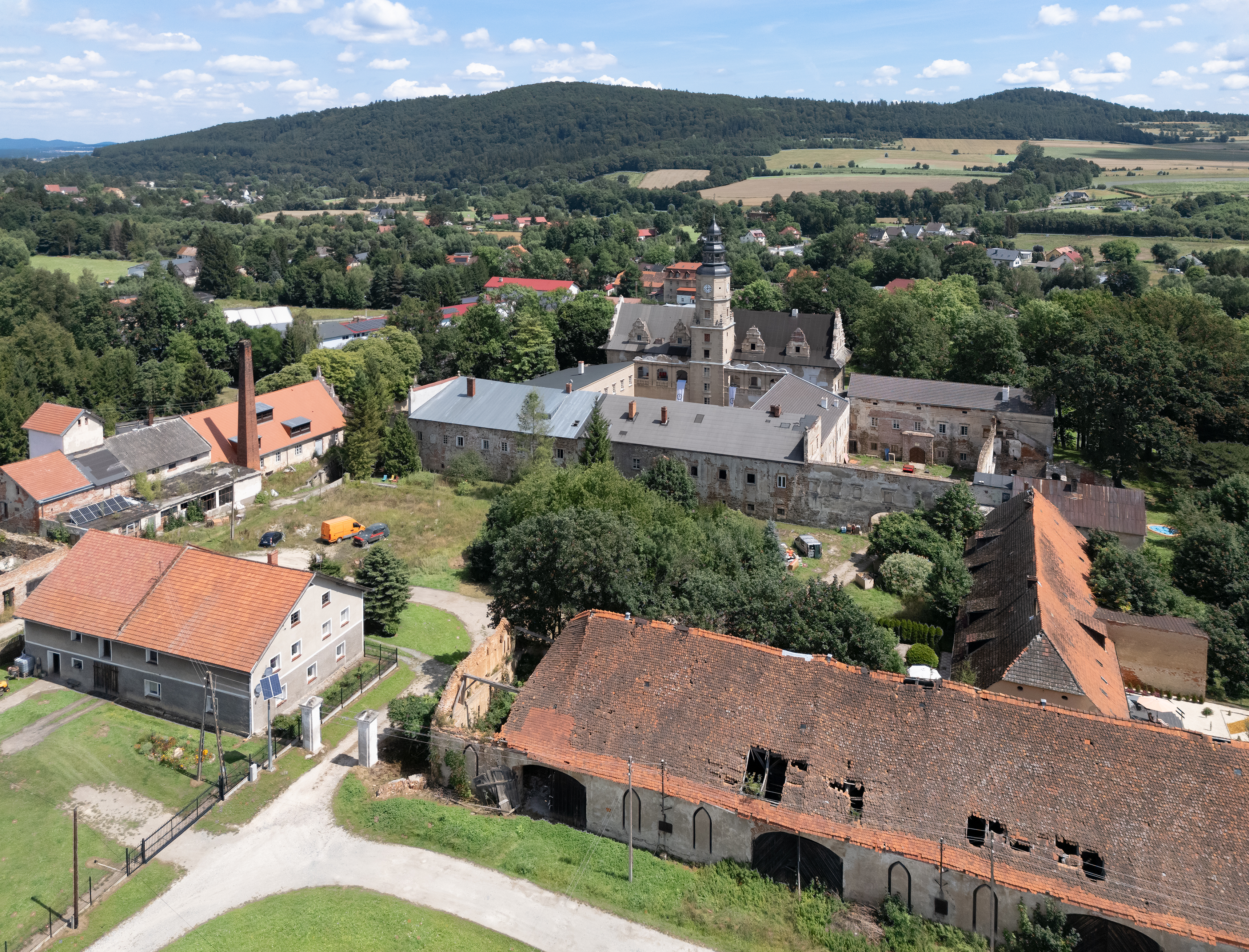
Zamek z folwarkiem
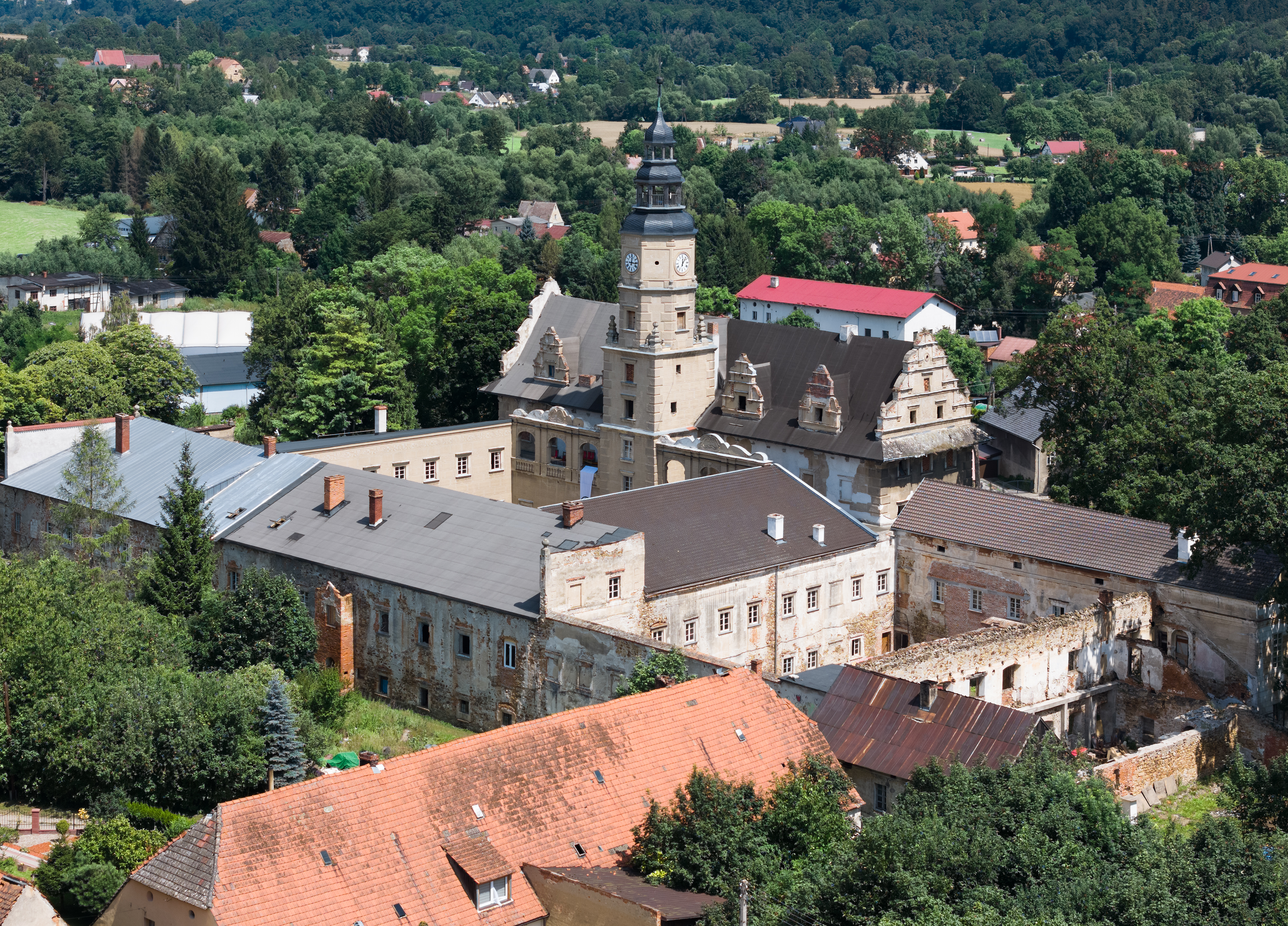
Zamek od południowego zachodu
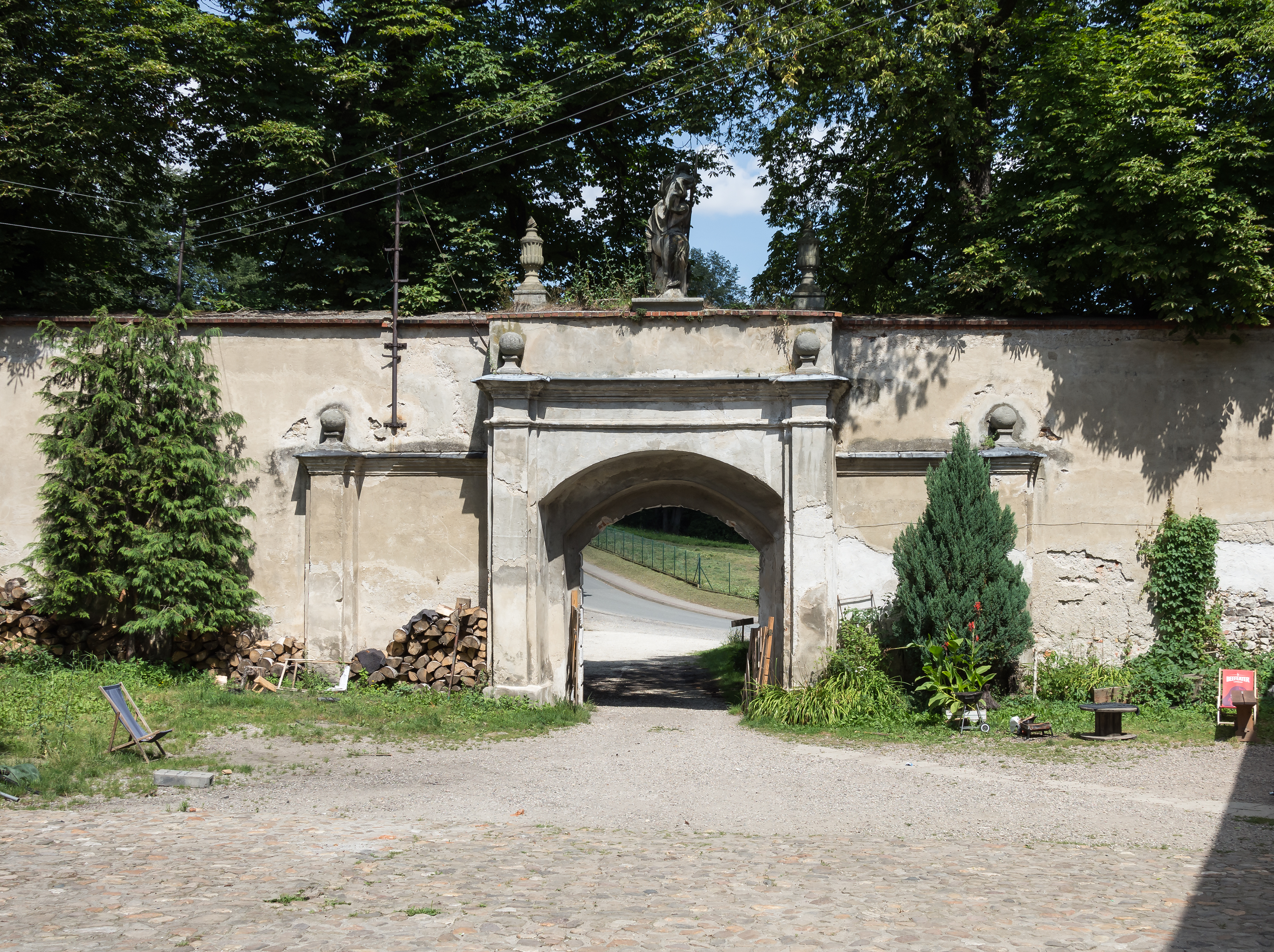
Ściana kurtynowa z bramą wejściową
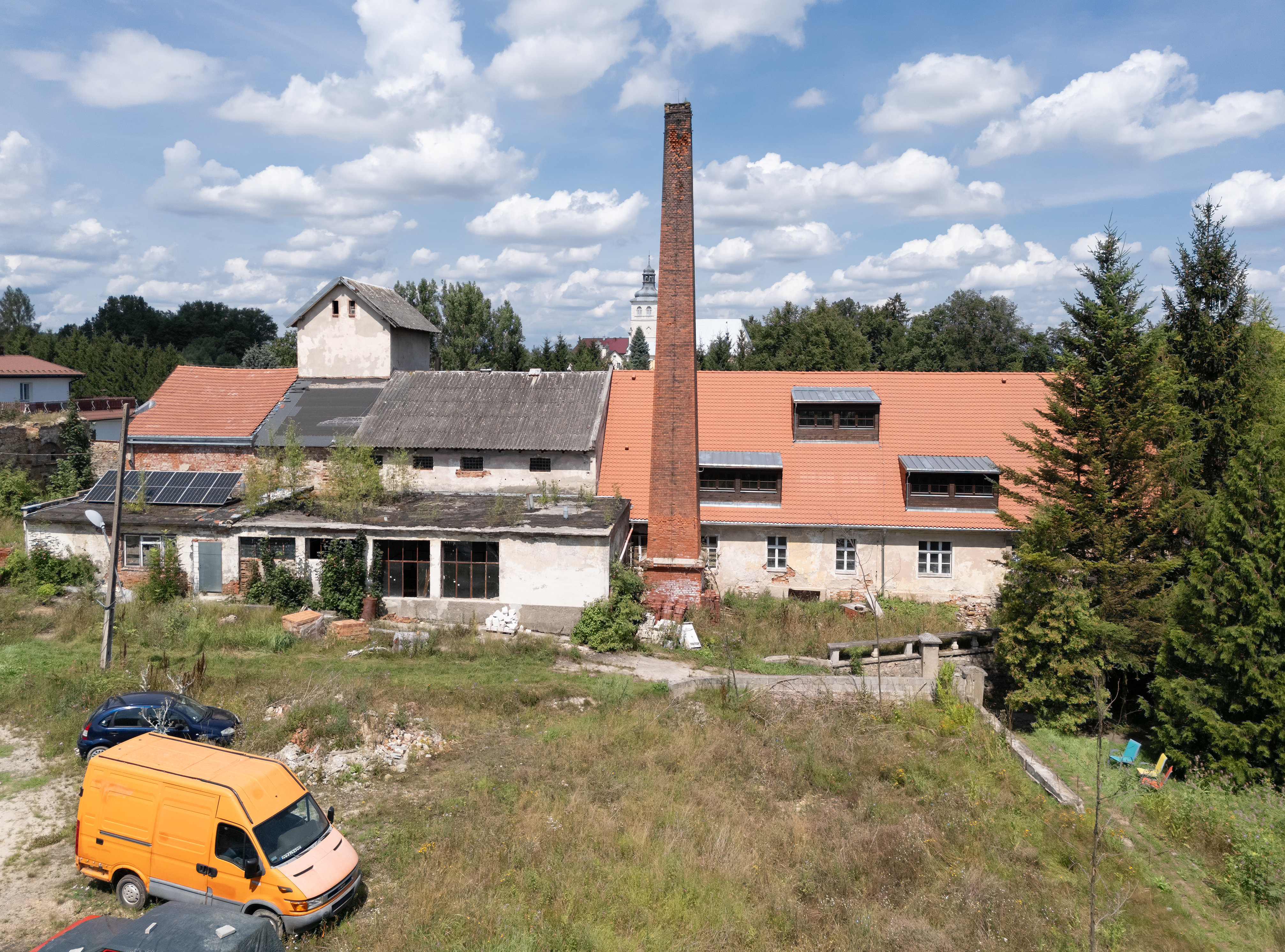
Oficyna i browar
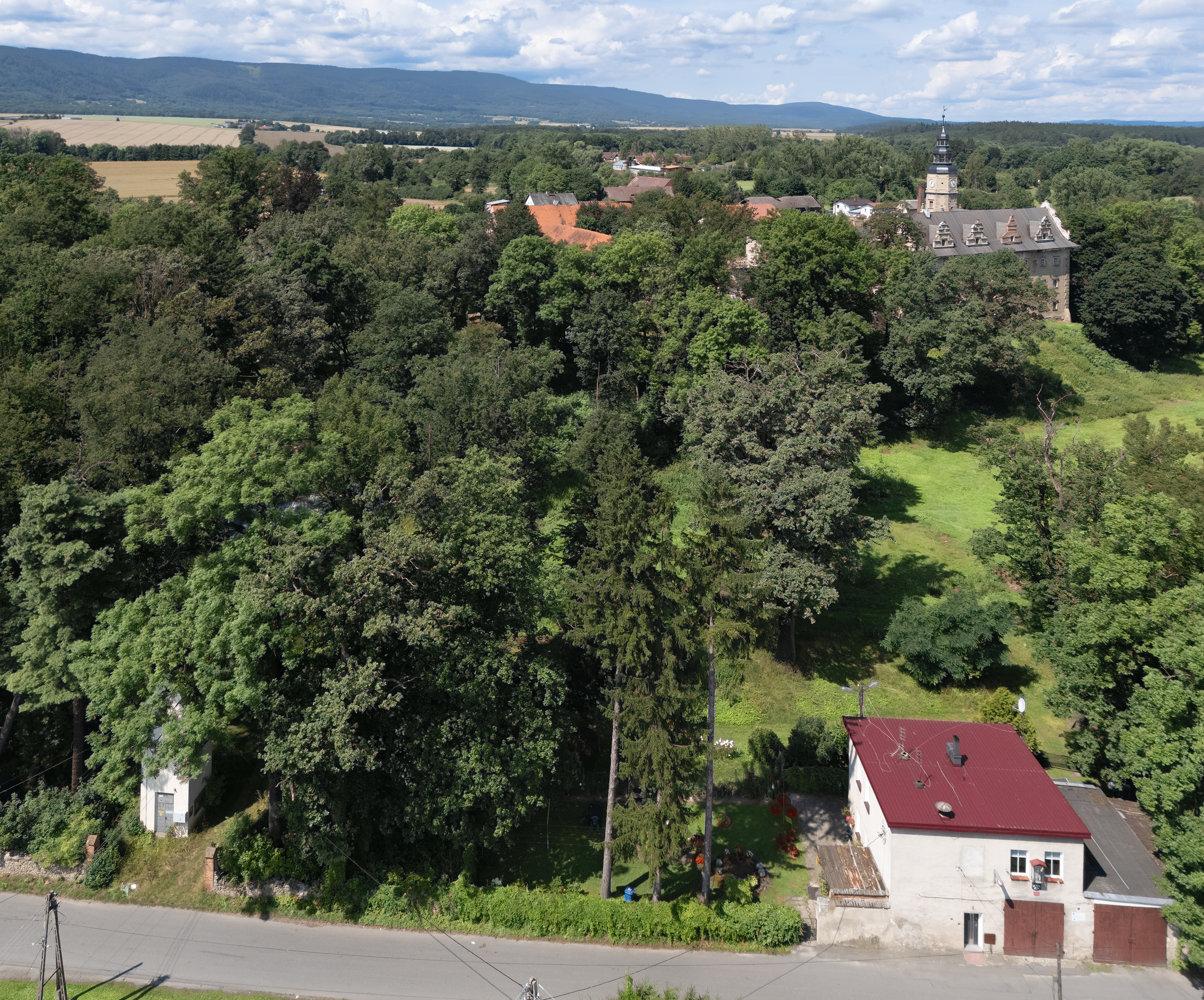
Park zamkowy
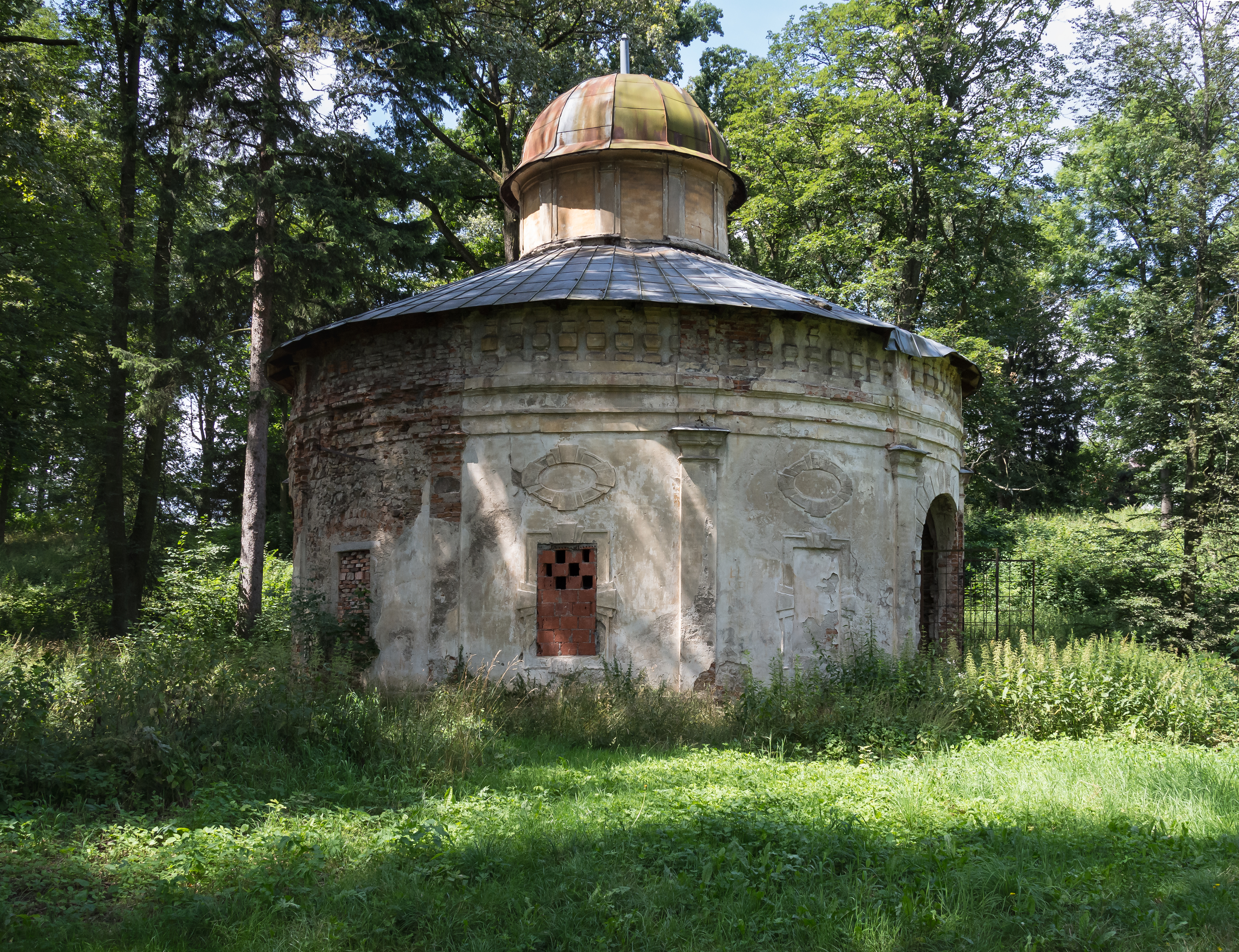
Pawilon w parku
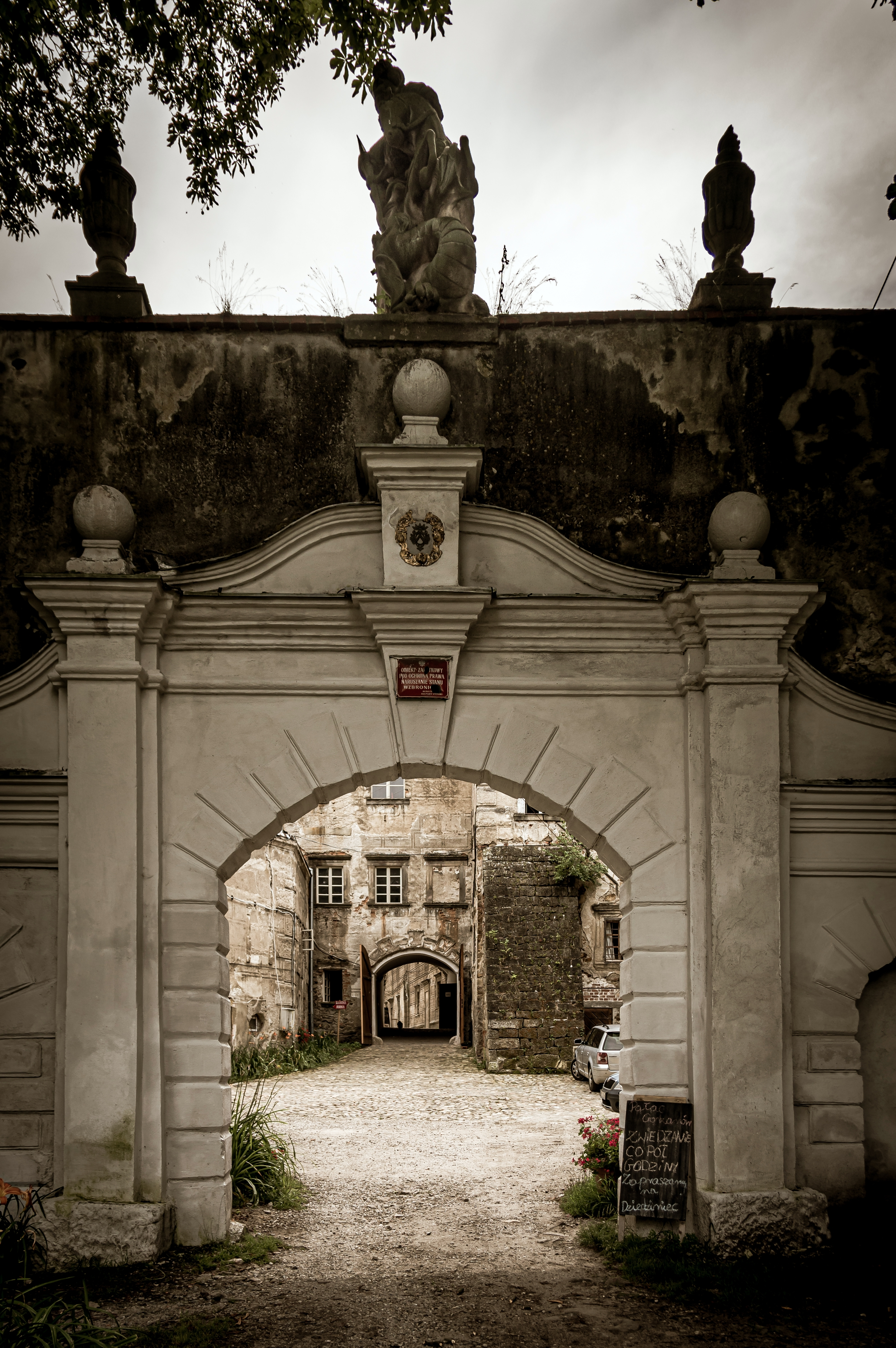
Brama z herbem Herberstein
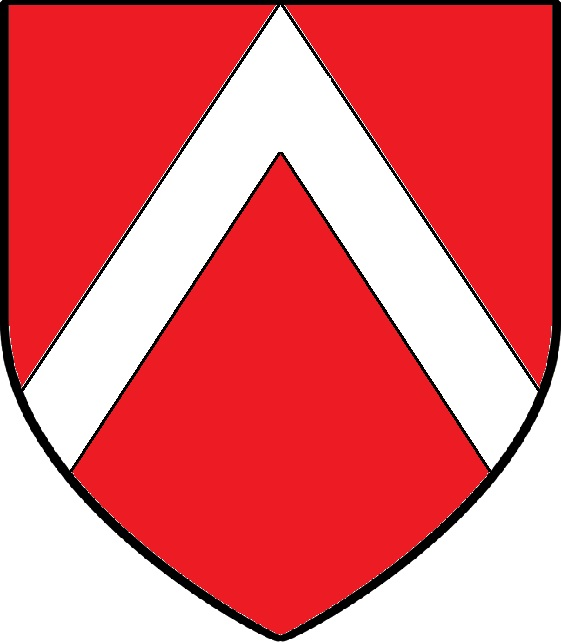
Herb Herberstein